# APL
APL (A Programming Language) es un lenguaje de programación que se originó a partir de la notación matemática desarrollada por Kenneth Iverson en 1957, quien lo implementó en 1962 cuando fue contratado por IBM en ese mismo año. 

## Características
El APL es un lenguaje aplicativo o un lenguaje para aplicar algo, similar a un lenguaje funcional.
Utiliza operadores parametrizables, por lo que es muy conciso. Su sintaxis está basada en pocos "operadores" y utiliza un conjunto especial de caracteres que no están presentes en el código ASCII. El conjunto de operaciones se fundamenta en álgebra lineal abstracta, por lo que es un lenguaje idóneo para trabajar con vectores y matrices. Cuenta con un repertorio de operadores que le permite componer nuevas operaciones lógicas o matemáticas. 
Al contar con productos cruz y puntos generalizados, una sola oración puede traducirse en muchas líneas de otros lenguajes, como Fortran, Basic, PL1, C, etc. Ya que, en estos, estas operaciones y otras se implementan mediante loops o ciclos iterativos (bucles).
Un ejemplo de ello es el lenguaje de simulación de circuitos, SIAL, que habiendo ocupado aproximadamente 25 000 sentencias en el lenguaje Fortran-Assembler, pasó al ser reescrito en APL a ocupar dos folios en su versión impresa. Por otra parte, a pesar de ser un lenguaje de tan alto nivel, también es capaz de manipular a escala de bits y tiene interfaces con lenguajes de programación de bajo nivel (C, ensamblador, etc.) mediante los llamados procesadores auxiliares.
Tiene la propiedad de que desde una rutina se puede, en tiempo de ejecución, crear, compilar y ejecutar otras rutinas, lo que hace que sea también muy apropiado para la elaboración automática de compiladores e intérpretes.
Algunas dificultades prácticas radican en que:
1. Necesita pegatinas (o marcar con rotulador permanente) en el teclado, para poder ver los operadores (símbolos propios de APL) que se asignan a cada tecla (pueden redefinirse por el usuario cuando y como guste).
2. Los programas escritos en APL son muy concisos y ello puede hacer que sean prolijos de documentar y de comprender para los principiantes. Sin embargo, para los iniciados, su brevedad y el orden de ejecución (cada oración siempre se ejecuta de derecha a izquierda) les facilita enormemente su seguimiento.
3. Al ser interpretado (en tiempo de ejecución), su velocidad es típicamente algo más lenta que la de las aplicaciones con lenguajes de programación compilados. Por lo cual, hoy en día, con las grandes velocidades de los procesadores, no supone una desventaja apreciable en la mayor parte de las aplicaciones. Por el contrario, facilita su prueba y revisión interactiva inmediata.
4. Aunque existe una versión libre disponible en el catálogo de la "Free Software Fundation", la mayoría de los intérpretes o compiladores de APL son de código cerrado y sus usuarios no comparten su código, lo que impide que se extienda su uso, al nivel que tienen otros lenguajes para hacer cálculos aritméticos como Matlab, Mathematica, SAGE, Maxima, Octave entre otros.

## Ejemplos de APL

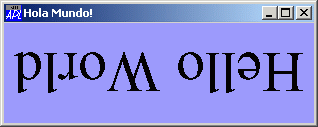
lenguaje de programacion.

APL puede resolver un sistema de ecuaciones en una sola oración si lo aplicamos a un sistema de ecuaciones concreto. Por ejemplo:
7x + 4y + 2z = 4
6x + 8y + 9z = 7
4x + 2y + 1z = 2
Basta ejecutar UNA ÚNICA oración de APL, cuya sintaxis es:
```
4
 
7
 
2
 
⌹
 
3
 
3
 
ρ
 
7
 
4
 
2
  
6
 
8
 
9
  
4
 
2
 
1

```

Donde el operador ρ (rho) formatea la lista de números en una matriz de 3x3. El operador ⌹ ("dominó") calcula la inversa de la matriz y la multiplica por el vector 4 7 2, generando la solución para cada variable (x, y, z):
```
0 1.1 -0.2

```

El programa anterior, podría utilizar bibliotecas para las operaciones con matrices, Fortran permite arreglos redimensionables, y es adecuado para el cómputo en paralelo. Pero se necesitan algunas declaraciones para los arreglos y llamar a las subrutinas, y en otros lenguajes poco flexibles para crear subrutinas con arreglos, todavía es más complicado porque se tienen que codificar mediante loops la inversión de la matriz y el producto, mínimo unas 20 líneas.
El APL permite pensar directamente en las operaciones algebraicas que se pueden expresar de manera muy concisa, lo que permite tiempos de desarrollo y pruebas muy cortos. Por ello es un lenguaje muy adecuado para campos muy variados, tales como los de Matemáticas, Estadística, Negocios, Inteligencia artificial, Desarrollo de prototipos, etc.

## APL en la cultura popular
Entre sus aplicaciones más conocidas está su uso en la película Tron, de Walt Disney, para la generación de los efectos especiales,
Como curiosidad, en la novela Cheap Complex Devices, de J. C. Sundman, el autor afirma que el contenido del libro ha sido escrito automáticamente por un ordenador, usando código generado en APL, lo que le valió el premio Douglas R. Hofstadter, de creación de novelas por ordenador, en 1997. Todo ello, naturalmente, es un artificio literario.

## Sucesores del APL
Kenneth Iverson, posteriormente, estuvo al frente del desarrollo de un lenguaje de programación, que presentaban como el sucesor de APL, llamado J. Una de las características particulares de J es lo que se ha dado en denominar programación funcional tácita, en que se considera que, para expresar programas, no es necesario nombrar variables, ni parámetros a funciones (Estos conceptos de programación tácita han sido incorporados al lenguaje Logo en la biblioteca LogoFE). En J, la variedad de las rutinas (que en APL se llaman "operadores"), es mucho mayor.

## Influencia en otros lenguajes
John Backus en la cátedra que dio al recibir el premio Turing, presentó FP/FFP. FP es un lenguaje funcional y FFP son formas funcionales, que se basaron en el lenguaje aplicativo APL. Un ejemplo de las formas funcionales en APL es la operación reduce op/vector  que reduce un vector aplicando el operador.  +/1 2 3 4  computa  1 + 2 + 3 + 4 , en algunos lenguajes como algunos dialectos de Lisp conservó el nombre reduce, que se heredó a otros lenguajes funcionales.